# موسيقى الأمبينت
موسيقى الأمبينت (بالإنجليزية: Ambient music)‏ هي الموسيقى التي تعنى بنغمات المقطوعة الموسيقية وجوها العام أكثر من بنيتها أو ايقاعها واللذان عادة ما يكونان أكثر أهمية في الموسيقى. تُوصف موسيقى الأمبينت بأنها تخلق «مزاج عام» وأنها «مرئية» ولكن «غير ملحوظة». ويقول برايان إينو وهو أحد رواد هذا النوع من الموسيقى، «إن موسيقى الأمبينت لها القدرة على التناسب مع العديد من مستويات الانتباه السمعي ولا تفرض أيًا منها بالتحديد؛ فيمكن تجاهلها كما يمكن الاستمتاع بها».